# Lijst van spelers van Aalesunds FK
Deze lijst omvat voetballers die bij de Noorse voetbalclub Aalesunds FK spelen of gespeeld hebben. De spelers zijn alfabetisch gerangschikt.

## A
- Marius Aam
- Tor Aarøy
- Joakim Alexandersson
- Daniel Arnefjord
- Johan Arneng
- Jeffrey Aubynn
- Joakim Austnes

## B
- Gustave Bahoken
- Michael Barrantes
- Rune Berger
- Adin Brown

## C
- Fredrik Carlsen

## D
- Dedé
- Kim Deinoff
- Diego Silva
- Paulo dos Santos
- Mikael Dyrestam

## E
- Herman Ekeberg

## F
- Frode Fagermo
- Thomas Fiskerstrand
- Karl Oskar Fjörtoft
- Didrik Fløtre
- Trond Fredriksen
- Ingvald Frøysa
- Lars Fuhre

## G
- Thomas Gjörtz
- Öyvind Gram
- Sten Grytebust
- Haraldur Guðmundsson

## H
- Jonny Hansen
- Pablo Herrera
- Erlend Holm
- Eirik Hoseth
- Roar Husby
- Abderrazak Hamdallah

## J
- Enar Jääger
- Ville Jalasto
- Stian Johnsen

## K
- Benjamin Kibebe
- Mikkel Kirkeskov
- Magnus Kihlberg
- Željko Kljajevic
- Fredrik Klock
- Peter Kopteff

## L
- Peter Larsen
- Andreas Lie
- Oddbjörn Lie
- Anders Lindegaard

## M
- Tero Mäntylä
- Abdoulaye M'Baye
- Alexander Mathisen
- Reiniery Mayorquín
- Björn Erik Melland
- Morten Moldskred
- Isak Dybvik Määttä

## N
- Christian Negouai
- Vidar Nogva
- Pat Noonan
- Nenad Novakovic
- Mattias Nylund

## O
- Sverre Økland
- Lasse Olsen
- Magnus Olsen
- Dag Ørsal

## P
- Jonathan Parr
- Thomas Pedersen
- Demar Phillips
- Razak Pimpong

## R
- Kaj Ramsteijn
- Bjørn Helge Riise
- John Arne Riise
- Glenn Roberts

## S
- Havard Sakariassen
- Robert Sandnes
- Denis Selimović
- Amund Skiri
- Christian Steen
- Khari Stephenson

## T
- Jonatan Tollas

## U
- Fredrik Ulvestad

## V
- Lars Veldwijk

## W
- Peter Werni

## Z
- Eamon Zayed

Clubs: Aalesunds FK · Alta IF · SK Brann · Bryne FK ·  Fredrikstad FK · FK Haugesund · Hønefoss BK · Kongsvinger IL · Lillestrøm SK · FC Lyn Oslo · Molde FK · Moss FK · Odd Grenland · Rosenborg BK · Stabæk Fotball · IK Start · Strømsgodset IF · Tromsø IL · Vålerenga IF ·  Viking FK

Lijsten van voetballers van Noorse clubs: Aalesunds FK · Alta IF · SK Brann · Bryne FK · Fredrikstad FK · FK Haugesund · Hønefoss BK · Kongsvinger IL · Lillestrøm SK · FC Lyn Oslo · Molde FK · Moss FK · Odd Grenland · Rosenborg BK · Stabæk Fotball · IK Start · Strømsgodset IF · Tromsø IL · Vålerenga IF · Viking FK